# Saurauia novoguineensis
Saurauia novoguineensis är en tvåhjärtbladig växtart som beskrevs av Rudolph Herman Scheffer. Saurauia novoguineensis ingår i släktet Saurauia och familjen Actinidiaceae. Inga underarter finns listade i Catalogue of Life.